# Liste des matchs de l'équipe des Samoa de football par adversaire
Cette liste présente les matchs de l'équipe des Samoa de football par adversaire rencontré.
- Haut – A
- B
- C
- D
- E
- F
- G
- H
- I
- J
- K
- L
- M
- N
- O
- P
- Q
- R
- S
- T
- U
- V
- W
- X
- Y
- Z

## A

### Australie

#### Confrontations
Confrontations entre l'Australie et les Samoa en matchs officiels :
|   | Date          | Lieu                     | Match             | Score  | Compétition                                          |
| 1 | 16 avril 2001 | Coffs Harbour, Australie | Australie - Samoa | 11 - 0 | Qualification pour la Coupe du monde 2002 (groupe 1) |

#### Bilan
| Rang | Équipe    | Pts | J | G | N | P | Bp | Bc | Diff |
| ---- | --------- | --- | - | - | - | - | -- | -- | ---- |
| 1    | Australie | 3   | 1 | 1 | 0 | 0 | 11 | 0  | +11  |
| 2    | Samoa     | 0   | 1 | 0 | 0 | 1 | 0  | 11 | -11  |

## F

### Fidji

#### Confrontations
Confrontations entre les Fidji et les Samoa en matchs officiels :
|   | Date            | Lieu                     | Match                      | Score | Compétition                                          |
| 1 | 11 juillet 1981 | Honiara, Îles Salomon    | Samoa occidentales - Fidji | 0 - 4 | Mini-Jeux du Pacifique Sud de 1981 (1er tour)        |
| 2 | 11 avril 2001   | Coffs Harbour, Australie | Samoa - Fidji              | 1 - 6 | Qualification pour la Coupe du monde 2002 (groupe 1) |
| 3 | 17 mai 2004     | Apia, Samoa              | Samoa - Fidji              | 0 - 4 | Qualification pour la Coupe du monde 2006 (groupe 2) |
| 4 | 17 août 2011    | Nausori, Fidji           | Fidji - Samoa              | 3 - 0 | Match amical                                         |
| 5 | 18 août 2011    | Suva, Fidji              | Fidji - Samoa              | 5 - 1 | Match amical                                         |

#### Bilan
| Rang | Équipe | Pts | J | G | N | P | Bp | Bc | Diff |
| ---- | ------ | --- | - | - | - | - | -- | -- | ---- |
| 1    | Fidji  | 15  | 5 | 5 | 0 | 0 | 22 | 2  | +20  |
| 2    | Samoa  | 0   | 5 | 0 | 0 | 5 | 2  | 22 | -20  |

## Statistiques par équipe affrontée
| Equipe    |   | Joués | Joués | Joués  | Victoires | Victoires | Victoires | Défaites | Défaites | Défaites | Partages | Partages | Partages | Buts marqués | Buts marqués | Buts marqués | Buts encaissés | Buts encaissés | Buts encaissés |
|           |   | Dom.  | Ext.  | Neu.   | Dom.      | Ext.      | Neu.      | Dom.     | Ext.     | Neu.     | Dom.     | Ext.     | Neu.     | Dom.         | Ext.         | Neu.         | Dom.           | Ext.           | Neu.           |
| Australie |   | 0     | 1     | 0      | 0         | 0         | 0         | 0        | 1        | 0        | 0        | 0        | 0        | 0            | 0            | 0            | 0              | 11             | 0              |
| Fidji     |   | 1     | 2     | 2      | 0         | 0         | 0         | 1        | 2        | 2        | 0        | 0        | 0        | 0            | 1            | 1            | 4              | 8              | 10             |
|           |   |       |       |        |           |           |           |          |          |          |          |          |          |              |              |              |                |                |                |
| TOTAUX    |   | 1     | 3     | 2      | 0         | 0         | 0         | 1        | 3        | 2        | 0        | 0        | 0        | 0            | 1            | 1            | 4              | 19             | 10             |
| TOTAUX    | 6 | 6     | 6     | 0 (0%) | 0 (0%)    | 0 (0%)    | 6 (100%)  | 6 (100%) | 6 (100%) | 0 (0%)   | 0 (0%)   | 0 (0%)   | 2        | 2            | 2            | 33           | 33             | 33             |                |